# Jan Bok
Jan Bok, latinsky Ioannes Bocatius, německy Johannes Bock, slovensky Ján Bocatius (25. prosince 1569 Vetschau-Wětošow, Dolní Lužice, Německo – 12. listopadu 1621, Uherský Brod) byl humanistický básník, pedagog a politik pocházející z Dolní Lužice a působící především na Slovensku.

## Život
Pocházel z protestantské obchodnické rodiny. Studoval v Drážďanech a Wittenbergu. Po získání magisterského titulu odešel na Slovensko, kde působil jako pedagog, rektor školy, veřejný činitel a básník. Jako pedagog pracoval v Banské Bystrici, na Spiši a v Prešově. V roce 1599 se stal rektorem a v roce 1603 starostou v Košicích. Jako starosta Košic byl v roce vtažen 1605 do sporů mezi uherským knížetem a císařem Rudolfem II., zapojil se do protihabsburského povstání, během kterého podnikal diplomatické cesty; nakonec ho císař ho nechal v Německu zajmout a několik let věznit v pražské Bílé věži. Z vězení uprchl s pomocí své manželky v roce 1610. Poté odešel znovu do Košic a dožil jako knihovník a kronikář u císařova nepřítele, sedmihradského vévody Gabriela Betlena. Zemřel během jedné ze svých diplomatických cest.
Svou pedagogickou činností nejen pozdvihl kulturní život ve východoslovenském regionu, ale díky pokrokovým učebním metodám podle zásad humanistické výchovy pro praktický život si získal velké uznání především v protestantském školství. Jako básník si získal uznání nejen doma od panovníka Rudolfa II. dostal titul poeta laureatus caesareus), ale i v zahraničí, kde udržoval čilé písemné styky s českými a německými humanistickými spisovateli.

## Tvorba

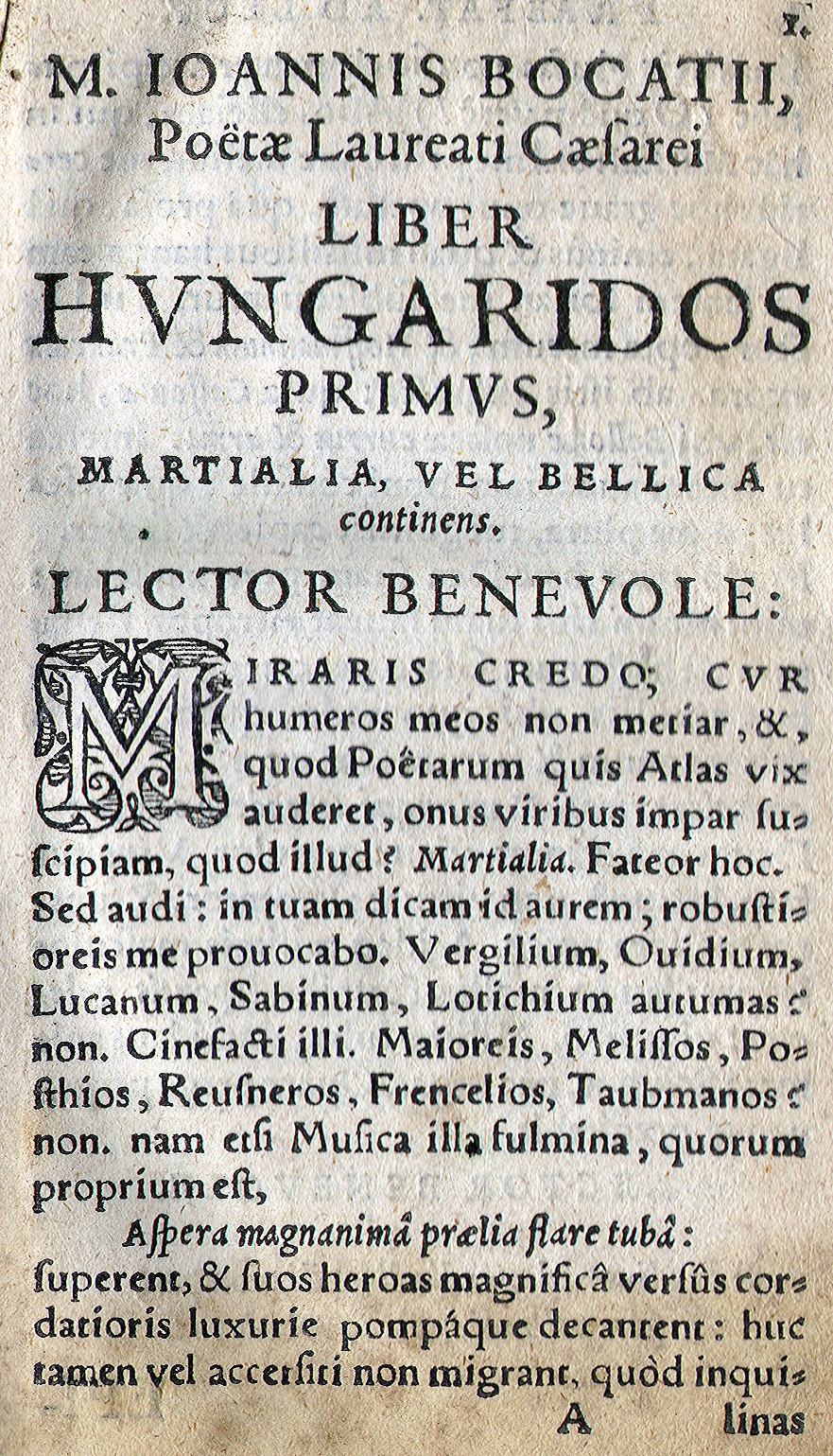
První strana textu Bocatiova díla Hungaridos libri poematum V

Jan Bok psal své básně latinsky i německy. Kromě své knihy uherských básní psal též oslavné, gratulační a milostné básně, chvalozpěvy, epigramy lamenta, epitafy, smuteční básně a básně na rozloučenou. Psal rovněž díla epická, v nichž se věnoval historickým událostem (válka s Turky ap.) nebo oslavě míst a osobností. Svá díla uveřejňoval především ve sbírkách jiných autorů. Pod jménem svého nedospělého syna vydal Otčenáš v překladu do 25 jazyků.

## Dílo
- 1599 – Pět knih uherských básní (Hungaridos libri poematum), první kompozičně ucelená kniha básní v Uhrách
- 1611 – Čtyři roky věznění (Olympias carceraria, andächtige schöne geistliche Lieder in Gefängnis…), sbírka německých básní, která byla do poloviny 19. století téměř neznámá
- 1614 – Oratio Dominica polyglotta, vydání Otčenáše v překladě do 25 jazyků (vyšlo pod jménem jeho syna)